# Дун Цзюн
Дун Цзюн (кит. упр. 董炯, пиньинь Dong Jiong, род. 20 августа 1973) — китайский бадминтонист, призёр Олимпийских игр. Тренер паралимпийской сборной Китая по бадминтону.
Дун Цзюн выступал в середине-конце 1990-х. За свою короткую спортивную карьеру он успел выиграть ряд престижнейших турниров по бадминтону, включая Открытый чемпионат Англии по бадминтону и Открытый чемпионат Дании по бадминтону (оба — в 1997 году). На Олимпийских играх 1996 года он завоевал серебряную медаль (поражение в финале от датчанина Поуля-Эрика Хёйера Ларсена). В активе Дун Цзюна также победы на открытых чемпионатах Таиланда (1995, 1996), Китая (1995, 1997, 1999), Швейцарии (1997), Кубке мира по бадминтону (1996) и Азиатских играх 1998 года.